# 원피스 팬 레터
《원피스 팬 레터》(ONE PIECE FAN LETTER)는 2024년 10월 20일에 방송 된 TV 애니메이션 원피스의 스페셜 프로그램이다.

## 출시일
- 2024년 10월 20일 (일본)
- 2024년 10월 25일 (대한민국, 자막) / 11월 21일 (대한민국, 더빙)

## 스토리
이 세상은 그야말로 대해적 시대! 그렇긴 하지만···
그런 시대라도 해적왕을 꿈꾸지 않고 원피스를 쫓지 않는 사람들이 대다수였다.
그렇다, 바로 그들처럼···.

## 한국어 더빙 성우
본편에도 출연하는 사람은 제외한다.
- 김채린: 소녀
- 정미숙: 책방 주인
- 정옥주: 소녀 엄마
- 소연: 바 사장
- 이규창: 해군 형
- 석승훈: 해군 동생
- 김병현: 해군 장교
- 오건우: 술집 미호크
- 이동윤: 술집 조로, 방송 해설
- 김서현: 커플(여자)
- 미소: 동생 여자친구
- 장채연: 거대 풍이
- 신우철: 술집 프랑키, 나쁜 해군
- 장태혁: 상삭, 홍대치 가게 점주, 커플(남자), 백의 해군
- 김태환: 동생 부하
- 양은한: 알리체
- 김진아: 무당벌레